# Dan-Alexandru Voiculescu
Dan-Alexandru Voiculescu (født 20. juli 1940 i Saschiz - død 29. august 2009 i Bukarest, Rumænien) var en rumænsk komponist, professor, pianist, lærer og musikolog.
Voiculescu studerede komposition, harmonilærer, kontrapunkt og klaver på musikakademiet Gheorghe Dima  i Cluj (1958–64) hos bl.a. Sigismund Toduță og Cornel Taranu. Han tog herefter til Tyskland, hvor han studerede moderne kompositions tonekunst på Højskolen for Musik og Dans i Köln hos Karlheinz Stockhausen. Voiculescu har skrevet en symfoni, orkesterværker, kammermusik, elektronisk musik, korværker, klaverstykker, sange etc. Han var professor og lærer i komposition på Musikkonservatoriet i Bukarest fra (2000).

## Udvalgte værker
- Symfoni "Ostinat" (1964) - for orkester
- Musik for strygere (1971) - for strygeorkester
- Suite "Fra Codex Caioni" (1996) - for orkester
- Kantate (1977) - for baryton, kor og orkester